# Герцен (Німеччина)
Герцен (нім. Gerzen) — громада в Німеччині, знаходиться в землі Баварія. Підпорядковується адміністративному округу Нижня Баварія. Входить до складу району Ландсгут. Центр об'єднання громад Герцен.
Площа — 17,00 км2. Населення становить 1934 ос. (станом на 31 грудня 2020).